# Walisische Badmintonmeisterschaft 1992
Die Walisische Badmintonmeisterschaft 1992 fand in Cardiff statt. Es war die 40. Austragung der nationalen Titelkämpfe im Badminton in Wales.

## Titelträger
| Disziplin    | Sieger                      |
| ------------ | --------------------------- |
| Herreneinzel | Mark Richards               |
| Dameneinzel  | Kelly Morgan                |
| Herrendoppel | Chris Rees Lyndon Williams  |
| Damendoppel  | Kelly Morgan Rachael Phipps |
| Mixed        | Chris Rees Lisa Carpenter   |